# Cerberilla longicirrha
Cerberilla longicirrha is een slakkensoort uit de familie van de Aeolidiidae. De wetenschappelijke naam van de soort is voor het eerst geldig gepubliceerd in 1873 door Bergh.